# Rhododendron primuliflorum
Rhododendron primuliflorum är en ljungväxtart som beskrevs av Louis Édouard Bureau och Franch. Rhododendron primuliflorum ingår i släktet rododendron, och familjen ljungväxter.

## Underarter
Arten delas in i följande underarter:
- R. p. cephalanthoides
- R. p. lepidanthum